# Acanthocnema ruficauda
Acanthocnema ruficauda är en tvåvingeart som beskrevs av Charles Howard Curran 1929. Acanthocnema ruficauda ingår i släktet Acanthocnema och familjen kolvflugor.
Artens utbredningsområde är Utah. Inga underarter finns listade i Catalogue of Life.